# Кулиев, Сейфеддин Рамазанович
Сейфеддин Рамазанович Кулиев — советский хозяйственный, государственный и политический деятель, Герой Социалистического Труда.

## Биография
Родился в 1908 году в селении Куруш. Член КПСС.
С 1931 года — на хозяйственной, общественной и политической работе. В 1931—1978 гг. — председатель колхоза села Куруш, заведующий Докузпаринским районным земельным отделом, уполномоченный Совета Народных Комиссаров Дагестанской АССР по отгонным пастбищам, председатель колхоза имени Карла Маркса Хасавюртовского района Дагестанской АССР.
Указом Президиума Верховного Совета СССР от 8 апреля 1971 года присвоено звание Героя Социалистического Труда с вручением ордена Ленина и золотой медали «Серп и Молот».
Делегат XXII съезда КПСС.
Умер в Дагестанской АССР в 1984 году.

## Память
- В честь Кулиева названа одна из улиц Махачкалы, расположенная в микрорайоне «Ватан»[1];